# Baksan
Baksan è una città della Russia della si trova in Cabardino-Balcaria. La città si trova a 24 chilometri da Nal'čik.

## Storia
Baksan è stata fondata nel 1822 come base militare russa. Nel 1860, la base Kabarda di Kuchmazukino è stata fondata a est da Baksan; è stata rinominata "Staraya Krepost" nel 1920. Nel 1891, ad ovest dalla base, è stato fondato il villaggio. Nel 1960, i villaggi di Baksan e Staraya Kresport si sono uniti.

## Società

### Evoluzione demografica
Nel censimento del 2010 gli abitanti erano 36.857.